# Pietro III Alighieri
Pietro (III) Alighieri (Verona, 1425 – Verona, dopo il 1476) è stato un nobile e politico italiano, figlio di Leonardo Alighieri e quindi discendente del poeta Dante.

## Biografia
Figlio di Leonardo Alighieri e di Jacopa Della Verità, rimase orfano di padre a sedici anni, quando questi morì nel 1441. Come il padre membro del Consiglio della città di Verona dal 1354, Pietro fu il destinatario della Vita Dantis redatta dall'umanista Gian Mario Filelfo, figlio del celebre Francesco e protetto dalla famiglia Alighieri, una copia della quale poi l'Alighieri inviò a Piero di Cosimo de' Medici e a Tommaso Soderini con una lettera datata 20 dicembre 1467. In questa missiva il capofamiglia degli Alighieri spiegava l'affetto che egli nutriva per la patria del trisavolo, al cui sentimento espresso dal discendente di Dante il criptosignore fiorentino rispose di riportare pure la sede della famiglia a Firenze.
Sposatosi con Caterina da Monselice, dovette morire in una data non troppo distante da quella in cui fece testamento, ovvero il 17 luglio 1476, in cui nominò eredi universali i due figli maschi, Jacopo e Dante. Nelle disposizioni testamentarie Pietro fu il primo della famiglia a definirsi onorandus civis Veronae, a sottolineare quindi il radicamento dei discendenti di Dante a Verona.

## Discendenza
Dal matrimonio con Caterina da Monselice Pietro III ebbe sette figli:
- Jacopa
- Paola
- Zermondia
- Isabetta
- Mattea
- Jacopo
- Dante